# Episodi di White Collar (quinta stagione)
La quinta stagione della serie televisiva White Collar, composta da tredici episodi, è stata trasmessa in prima visione assoluta negli Stati Uniti dal canale via cavo USA Network dal 17 ottobre 2013 al 30 gennaio 2014.
In Italia la stagione è andata in onda in prima visione satellitare su Fox, canale a pagamento della piattaforma Sky, dal 29 gennaio al 23 aprile 2014; in chiaro è trasmessa da Italia 1 dal 10 dicembre 2014.
| nº | Titolo originale       | Titolo italiano            | Prima TV USA     | Prima TV Italia  |
| -- | ---------------------- | -------------------------- | ---------------- | ---------------- |
| 1  | At What Price          | Le monete d'oro            | 17 ottobre 2013  | 29 gennaio 2014  |
| 2  | Out of the Frying Pan  | La vera identità di Mozzie | 24 ottobre 2013  | 5 febbraio 2014  |
| 3  | One Last Stakeout      | L'ultimo caso              | 31 ottobre 2013  | 12 febbraio 2014 |
| 4  | Controlling Interest   | Senza controllo            | 7 novembre 2013  | 19 febbraio 2014 |
| 5  | Master Plan            | Master Plan                | 14 novembre 2013 | 26 febbraio 2014 |
| 6  | Ice Breaker            | La stella del pattinaggio  | 21 novembre 2013 | 5 marzo 2014     |
| 7  | Quantico Closure       | Un tuffo nel passato       | 5 dicembre 2013  | 12 marzo 2014    |
| 8  | Digging Deeper         | Scavando a fondo           | 12 dicembre 2013 | 19 marzo 2014    |
| 9  | No Good Deed           | Il compromesso             | 19 dicembre 2013 | 26 marzo 2014    |
| 10 | Live Feed              | Il giorno del giudizio     | 9 gennaio 2014   | 2 aprile 2014    |
| 11 | Shot Through the Heart | Colpo al cuore             | 16 gennaio 2014  | 9 aprile 2014    |
| 12 | Taking Stock           | Frode telematica           | 23 gennaio 2014  | 16 aprile 2014   |
| 13 | Diamond Exchange       | Lo scambio                 | 30 gennaio 2014  | 23 aprile 2014   |

## Le monete d'oro
- Titolo originale: At What Price
- Diretto da: Stefan Schwartz
- Scritto da: Jeff Eastin e Joe Henderson

### Trama
Peter è in prigione, ingiustamente accusato di omicidio, e Neal deve trovare un modo per farlo uscire che non infranga la legge e non comporti un esilio in Alaska. L'opportunità giusta si presenta quando Curtis Hagen gli offre una via di uscita: dovrà compiere un furto per lui in cambio della libertà di Peter. Neal, attraverso un programma che modifica le voci, registra un audio in cui finge di essere James testimoniando a favore di Peter che viene subito rilasciato. Alla White Collar tutti sono contenti per il ritorno di Peter che viene nominato capo della divisione e un agente gli comunica che è molto vicino a una promozione: sarà il nuovo direttore alla sede di Washington. Inoltre Diana comunica ai suoi colleghi di essere incinta e ha intenzione di lavorare fino a quando non nascerà il bambino. Neal grazie a Mozzie riesce a manomettere il GPS della cavigliera in modo da compiere il furto delle antiche monete d'oro gallesi senza essere rintracciato. L'operazione va a buon fine con non poche difficoltà, siccome l'FBI si occuperà del caso. Neal incontra Hagen sperando di liberarsi di lui dopo la consegna della refurtiva, ma quando gli mostra la registrazione della rapina capisce di essere in suo pugno, infatti dovrà compiere altri favori per lui per non finire nei guai. Peter comincia ad avere sospetti su Neal sia sul furto delle monete che sul fatto di aver convinto il padre a confessare, così per sicurezza decide di cambiargli la cavigliera.
- Ascolti USA: telespettatori 2 530 000[6]

## La vera identità di Mozzie
- Titolo originale: Out of the Frying Pan
- Diretto da: Roger Kumble
- Scritto da: Daniel Shattuck

### Trama
Mentre Peter dirige la White Collar, Neal ha un nuovo giovane supervisore, David Siegel.
Insieme cercano di sventare un sito sul deep web per vendite di contrabbando e riescono a rintracciare un venditore, Mozzie, che deve quindi fingere la sua morte, essendo stato scoperto. Si scopre che il suo vero nome è Teddy Winter e l'FBI ha un fascicolo con tutte le sue generalità tranne una foto. Diana affronta il caso con molta dedizione tanto da trovare da sola il nascondiglio del venditore, ma appena scopre che è Mozzie ed è sul punto di arrestarlo le si rompono le acque e lui l'aiuta a partorire. Si avvicina il giorno del processo per rivalutare Hagen e, come da accordi, Neal deve far sparire le prove che lo hanno incarcerato, così studia con Mozzie un piano per entrare nell'archivio prove dell'FBI, senza farsi beccare dalle telecamere, che riesce alla perfezione.
- Ascolti USA: telespettatori 2 130 000[7]

## L'ultimo caso
- Titolo originale: One Last Stakeout
- Diretto da: Russell Lee Fine
- Scritto da: Joe Henderson

### Trama
Dopo il processo Curtis Hagen viene liberato e ordina a Neal di rubare il capitolo 13 di un prezioso manoscritto, il Codice Mosconi, custodito in un museo, il cui contenuto è segreto. Per ottenere facile accesso al museo, Neal fa amicizia con una delle dipendenti, Rebecca Lowe, che si invaghisce di lui, così con la scusa di flirtare le sfila il badge dalla giacca. Intanto Mozzie propone di organizzare il classico doppio furto e convincere un terzo ladro, Zev Demetrius, a rubare un altro oggetto all'interno dello stesso museo e nello stesso momento, in modo da depistare l'FBI. Neal riesce a rubare il capitolo dal manoscritto, mentre un altro ladro ruba una delle tele più preziose, ma riesce a scappare. Prima di consegnare la refurtiva a Hagen, Mozzie fa una copia del capitolo per capire cosa nasconde il falsario. Peter scopre che il ladro è entrato con un badge dei dipendenti e gli agenti portano Rebecca Lowe all'FBI per interrogarla, ma capiscono che è innocente e la lasciano andare. Tornati al museo cercano tracce del ladro e grazie a un'intuizione di Neal riescono a rilevare delle impronte digitali sulle grate di sicurezza e Zev viene arrestato. Intanto Siegel, da quando è entrato alla White Collar, controlla i movimenti di Neal ogni ora e dopo il caso lo vede mentre consegna una borsa a Hagen. Poco dopo verrà ritrovato ucciso da un'arma da fuoco.
- Ascolti USA: telespettatori 2 380 000[8]

## Senza controllo
- Titolo originale: Controlling Interest
- Diretto da: Kevin Bray
- Scritto da: Jim Campolongo

### Trama
L'FBI indaga sulla morte di Siegel, togliendo tempo ad altri casi, ma dopo 15 giorni di ricerche senza avere sufficienti prove, deducono che l'agente sia rimasto vittima di una rapina. Intanto Neal lavora alle pagine del Codice Mosconi, ma non riesce a distrarsi dalla morte di Siegel che è stato trovato nella zona in cui lui ha incontrato Hagen e comincia a pensare che non sia una coincidenza. Intanto al bureau arriva un ex carcerato, Matt Griffit, che vuole costituirsi per una rapina di cui ha ricordi frammentari. Gli agenti scoprono che l'uomo fa un uso massiccio di farmaci prescritti da una psicologa, Mara Summers. Poi scoprono che anche un altro ex delinquente, Jacobi, legato al furto di Griffit, frequenta la stessa psicologa. Neal e Peter vanno a un convengo per conoscerla e scoprono che si occupa di riabilitare i criminali, ma pensano che induca i suoi pazienti a commettere rapine, e per indagare su di lei Neal si finge interessato a sottoporsi alla sua terapia. A una delle sedute la psicologa droga Neal che torna cosciente dopo un bel po' ma non ricorda cosa è successo, e teme di averle raccontato qualche segreto. Grazie a Mozzie, Neal riesce a ricordare: la Summers sapeva che l'FBI stava indagando su di lei e voleva sapere se avessero delle prove. Alla seduta successiva Neal riesce a drogare la psicologa e ottenere una confessione per arrestarla e recuperare i due milioni di dollari che ha fatto rubare ai suoi pazienti e che darà a Mozzie, pensando di ritornare alla sua vecchia vita non appena ne avrà l'occasione.
- Ascolti USA: telespettatori 2 240 000[9]

## Master Plan
- Titolo originale: Master Plan
- Diretto da: Jeff F. King
- Scritto da: Alexandra McNally

### Trama
Neal va sotto copertura per smascherare un ragazzo, Patrick Wolcott, che si finge figlio di un ricco benefattore, William Wolcott, che sta per morire. Neal veste i panni del nuovo maggiordomo della famiglia Wolcott, ma nel tentativo di recuperare impronte digitali si rende conto che Patrick cancella le sue tracce di proposito. Inoltre scopre che anche la sorella, Bee, ha dei sospetti su di lui. Elizabeth, amica di William, lo mette in guardia da Patrick ma lui ascoltando la conversazione si preleva il sangue davanti a loro e chiede di fare il test del DNA che risulterà positivo. Neal non si arrende e, seguendolo mentre va da un medico, scopre che aveva una vena sintetica nel braccio contenente il sangue di un altro. Dunque capisce che il vero Patrick è ancora in vita e si mette sulle sue tracce prima che lui firmi il testamento. Attraverso uno stratagemma risalgono al nascondiglio dove è nascosto il vero Patrick e arrestano il truffatore.
- Ascolti USA: telespettatori 2 210 000[10]

## La stella del pattinaggio
- Titolo originale: Ice Breaker
- Diretto da: Eric Stoltz
- Scritto da: Matt Whitney e Mark Lafferty

### Trama
Una contraffazione di passaporti porta Peter e Neal ad indagare nel quartiere di Little Odessa, in particolare intorno al mondo che circonda un trafficante russo, Sergei, e la sua ragazza pattinatrice, Katya. Nel frattempo, Rebecca Lowe torna agli uffici dell'FBI per avere spiegazioni su quello che è successo al museo Goshen e al Codice Mosconi, siccome è stata licenziata. Neal, fingendosi un agente, cerca di depistarla e per ottenere maggiori informazioni sul Codice, le organizza un incontro con Mozzie che si finge un agente e per l'occasione camuffa un ufficio in una sede dell'FBI. Neal incontra Rebecca in una biblioteca e quando le chiede del capitolo 13 del Codice, la ragazza le rivela che Mosconi era superstizioso e che quindi nei suoi libri non esiste il capitolo 13.
- Ascolti USA: telespettatori 2 490 000[11]

## Un tuffo nel passato
- Titolo originale: Quantico Closure
- Diretto da: Willie Garson
- Scritto da: Nick Thiel

### Trama
L'agente Gill Stone, una ex di Peter, si presenta al Bureau per chiedere il suo aiuto circa un nuovo caso. Ciò scatena la gelosia di Elizabeth, che chiede prima a Mozzie e poi a Neal di aiutarla a scoprire cosa vuole davvero quella donna. Peter scopre che qualcuno ha usato l'auto dell'FBI di Siegel e che il suo distintivo è sparito, così decide di indagare da solo con Jones. Risalgono a un criminale che ammette di averlo derubato ma non ucciso. Nel distintivo di Siegel viene trovato un biglietto con la scritta "Cooper 3" che porta Peter a riaprire il caso, sentendosi colpevole della morte del giovane collega. Nel frattempo Neal continua la ricerca sul Codice assieme a Rebecca, con la quale comincia una relazione, e scoprono che le pagine del 13º capitolo formano una mappa che li conduce a una chiesa di New York.
- Ascolti USA: telespettatori 2 120 000[12]

## Scavando a fondo
- Titolo originale: Digging Deeper
- Diretto da: Sanford Bookstaver
- Scritto da: Jessica Grasl e Julian Meiojas

### Trama
Peter ha il sospetto che Neal stia tramando qualcosa alle sue spalle e lo fa tenere sotto controllo da Jones. Rebecca scopre che Mosconi era un massone e che il rosone della chiesa sulla sua mappa conduce a qualcosa. Peter e Neal indagano sul furto di due fossili, un Tyrannosaurus rex e il suo uovo. Intanto Neal continua a mentire sulla sua vera identità con Rebecca, ma Peter ed Elizabeth cercano di farlo ragionare, intromettendosi al suo primo appuntamento con lei e quando capisce che prova qualcosa per lei trova il modo di dirle la verità. Hagen torna da Neal e gli chiede di rubare il rosone della chiesa.
- Ascolti USA: telespettatori 2 090 000[13]

## Il compromesso
- Titolo originale: No Good Deed
- Diretto da: Charlotte Sieling
- Scritto da: Eddie Serrano (soggetto); Alexandra McNally (sceneggiatura)

### Trama
Rebecca vuole sapere il motivo per cui Neal sta indagando sul Codice e lui le confessa una mezza verità, dicendole che si tratta di uno scambio di favori tra un suo amico e un criminale. Lei scopre che Neal e Mozzie stanno studiando un piano per rubare il rosone e vorrebbe aiutarli, anche se Neal non vuole metterla in pericolo. Approfittando delle operazioni di manutenzione del rosone, Rebecca distrae gli operai, mentre Neal e Mozzie riescono a compiere il furto. Tornati a casa scoprono che un vetro del rosone fa da filtro per leggere dei messaggi nascosti tra le pagine del Codice, ma poiché loro hanno una copia del Codice non possono continuare le ricerche. Intanto Jones ritrova in un banco di pegni una delle monete d'oro gallesi rubate e Peter decide di riaprire il caso, ma dopo alcuni depistaggi sospetta di Neal e lo affronta. Neal si trova costretto a confessare, ritenendo di aver fatto la cosa giusta: gli dice di aver rubato le monete per il procuratore corrotto Dawson affinché autenticasse la falsa confessione di James per liberarlo. Peter capisce che non può arrestare né Neal né chi c'è dietro il furto delle monete altrimenti rischia di tornare in carcere. Non sapendo come agire, Peter si confida con Elizabeth che gli consiglia di lasciar perdere il caso, ma lui crede fortemente nella giustizia e decide di andare fino in fondo. Decide di incontrare Dawson e gli intima di consegnare in forma anonima le monete all'FBI e di dimettersi dal dipartimento di giustizia, altrimenti verrà arrestato.
- Ascolti USA: telespettatori 2 520 000[14]

## Il giorno del giudizio
- Titolo originale: Live Feed
- Diretto da: John Kretchmer
- Scritto da: Chris Masi (soggetto); Jim Campolongo (sceneggiatura)

### Trama
Peter viene chiamato a trasferirsi alla White Collar di Washington, ma lui cerca di ritardare il trasferimento per risolvere altri casi, in particolare quello di Siegel. Jones capisce che Peter è arrabbiato con Neal e gli consiglia di smettere di proteggerlo altrimenti non diventerà mai responsabile, sapendo che lui lo coprirà sempre. Intanto Neal, stanco di derubare per Hagen, gli propone un accordo: il rosone in cambio delle prove che lo incriminano del furto delle monete. Ma Hagen non scende a compromessi e gli mostra un video in cui tiene in ostaggio Rebecca. Hagen ha bisogno dell'aiuto di Neal e Mozzie per decifrare il Codice che lo porterà al tesoro nascosto dei massoni. Neal e Mozzie cercano di analizzare il video per sapere dove si trova Rebecca, ma non avendo sufficienti indizi sono costretti a obbedire agli ordini del falsario. Nel frattempo Peter sta indagando su un caso di contraffazione di opere d'arte e quando scopre che c'è dietro Hagen si rimette sulle sue tracce ed escogitano un piano per catturarlo. Poiché Neal sta lavorando per Hagen e teme che l'FBI possa scoprirlo, infila una cimice nella giacca di Peter per sapere in anticipo le loro mosse, ma gli capita di ascoltare una conversazione privata: Peter dice a Jones che prenderà le distanze da Neal e inoltre, dopo il suo trasferimento, gli consiglia di non offrirsi come suo supervisore. Mentre Neal e Mozzie lavorano per decifrare il Codice, si accorgono che l'FBI ha rintracciato Hagen nell'edificio in cui si trovano ed escogitano un piano per uscire. Neal riesce a convincere Hagen di rilasciare Rebecca, minacciando di bruciare il Codice. Appena la ragazza è libera Neal viene meno alla promessa: brucia il Codice e scappa con Mozzie. Tornato a casa con Rebecca, Neal le parla di alcuni simboli trovati nel Codice che conducono a un diamante prezioso, andato perduto, appartenente a una statua indù. Peter cattura Hagen e durante l'interrogatorio il falsario nega della contraffazione del dipinto e poi convince l'agente a tornare a casa sua per mostrargli qualcosa. Neal, credendo che Hagen volesse mostrargli il video del furto delle monete, cerca di persuadere Peter a non seguirlo, ma poco prima di entrare nella casa del falsario, qualcuno gli spara. Dopo la morte di Hagen, Peter scopre dalla cavigliera che Neal ha trascorso il pomeriggio col falsario e quando gli chiede spiegazioni lui confessa del rapimento di Rebecca e del Codice Mosconi. Tra gli effetti personali di Hagen trovano lo scontrino di un bar, situato nella zona in cui fu ritrovato Siegel, e sul quale sono segnati gli orari di entrata e uscita di qualcuno che Hagen stava pedinando. Il palazzo che il falsario stava sorvegliando reca un'insegna con la scritta "Cooper" che attira l'attenzione di Peter. Neal e l'agente si recano nell'appartamento numero 3 e scoprono un archivio con dei fascicoli sui membri dell'FBI e un'imitazione del dipinto di Hagen. In un'altra stanza trovano delle foto di Rebecca con diverse identità e scoprono che un angolo della stanza corrisponde al posto in cui la ragazza era tenuta in ostaggio. Neal realizza di essere stato imbrogliato.
- Ascolti USA: telespettatori 2 810 000[15]

## Colpo al cuore
- Titolo originale: Shot Through the Heart
- Diretto da: Doug Hannah
- Scritto da: Matt Whitney e Jessica Grasl

### Trama
Peter e Neal scoprono che Rebecca collaborava con Hagen e che molto probabilmente sia stata lei a uccidere il falsario e Siegel. Per poter indagare meglio sul caso Peter chiede a Neal di raccontargli la verità su quello che stava facendo Hagen e viene a sapere del tesoro perduto dei massoni. Inoltre Neal deve tenere Rebecca occupata mentre gli agenti indagano su di lei. Mozzie pensa che se Rebecca ha ucciso Hagen molto probabilmente sarà anche in possesso del video del furto delle monete e devono trovare il modo di recuperarlo prima dell'FBI. Rebecca incontra Neal, decisa a trovare il diamante dei massoni, ma lui le fa credere di non esserne più interessato per non correre altri pericoli. Nel frattempo Peter rientra a casa di Rebecca con altri agenti per installare delle cimici e quando scopre che ci sono dei fascicoli anche su Elizabeth la manda a Washington per metterla al sicuro. Durante le indagini un agente fa scattare un allarme, Rebecca inventa una scusa per tornare nella propria abitazione e trova il menu di un ristorante fuori dalla porta, messo da Peter per farle credere che l'antifurto sia scattato per errore. Mentre gli agenti sorvegliano Rebecca, la donna chiama Neal al quale dichiara il suo amore e mette via i suoi vecchi travestimenti perché ha intenzione di mantenere la sua identità fino a quando sarà con lui. Neal scopre che tra i fascicoli di Rebecca ci sono anche le sue ex e capisce che si è creata un'identità che potesse catturare la sua attenzione. Lui non crede che Rebecca sia realmente innamorata ma che ne approfitti per trovare il tesoro che stavano cercando, allora Peter la mette alla prova. La invita al Bureau per dirle che sospetta di Caffrey per l'omicidio di Hagen e le consiglia di stargli lontano. Peter pensa che se Rebecca ha ucciso Hagen allora tenterà di scappare. Subito dopo Rebecca incontra Neal che gli rileva dell'incontro con Peter e gli propone una fuga, ma proprio nel momento in cui gli sta per svelare la verità circa la sua identità si accorge che è una trappola per ottenere una confessione e scappa. Gli agenti tornano a ispezionare la casa di Rebecca ma qualcuno da fuori spara alla finestra, sfiorando Neal. Peter consiglia Neal di mettersi al sicuro, ma lui invece pensa che Rebecca abbia sparato per tenerlo lontano nel punto in cui stava rovistando: gli agenti scoprono che la donna aveva nascosto soldi e documenti in un radiatore, senza i quali non può fuggire dal paese. Inoltre trovano anche l'arma con cui Rebecca ha ucciso Siegel e dalle impronte risalgono alla sua identità: Rachel Turner, ex agente dell'MI5. Neal vuole incastrare Rachel e le propone uno scambio: la posizione del diamante in cambio del video del furto. All'incontro interviene anche l'FBI che arresta la donna, mentre Neal distrugge le prove del suo furto.
- Ascolti USA: telespettatori 2 650 000[16]

## Frode telematica
- Titolo originale: Taking Stock
- Diretto da: Tim DeKay
- Scritto da: Alexandra McNally e Mark Lafferty

### Trama
Un caso di spionaggio aziendale spinge Peter a richiamare Diana che, sotto copertura fingendosi Rebecca Lowe, cerca di impedire a un operatore di borsa di dare il via a un disastro finanziario. Col trasferimento di Peter, Neal vuole far condonare la sua pena e liberarsi di supervisori e cavigliera, ma gli serve una raccomandazione da Peter che non si fida ancora del tutto di lui. Mentre organizza il loro trasloco, Elizabeth trova un importante lavoro a Washington. Nel frattempo Mozzie cerca di decifrare il Codice Mosconi per trovare il diamante e capisce che i simboli trovati nelle pagine sono dei numeri. Rebecca evade di prigione e l'FBI si rimette sulle sue tracce.
- Ascolti USA: telespettatori 2 750 000[17]

## Lo scambio
- Titolo originale: Diamond Exchange
- Diretto da: Russell Lee Fine
- Scritto da: Jim Campolongo e Nick Thiel

### Trama
June scopre che Mozzie è stato aggredito da Rebecca. Neal riceve una telefonata da lei che gli dice di avergli iniettato un veleno che lo porterà alla morte in meno di 6 ore. Rebecca vuole il diamante e in cambio darà a Neal l'antidoto per salvare Mozzie. Peter capisce che i numeri del codice sono coordinate che conducono al Fort Totten e dopo varie ricerche trovano finalmente il diamante. Nel frattempo Diana indaga per sapere qual è il veleno che ha rubato Rebecca per risalire all'antidoto. Neal organizza lo scambio e Rebecca lo avverte di non portare agenti altrimenti non gli avrebbe dato l'antidoto, ma Peter non è d'accordo e litigano. Mentre discutono vengono sorpresi da Rebecca che in realtà li stava seguendo e si fa consegnare il diamante, ma lei viene meno ai patti e non gli cede l'antidoto. Intanto in ospedale riescono a salvare Mozzie in tempo. Neal cerca di rallentare Rebecca nella fuga e la donna si rende conto che ha scambiato il diamante con una pietra. L'FBI arriva in tempo per catturarla. Prima di partire Peter dà una buona notizia a Neal: potrà tornare in libertà a patto di fargli visita a Washington. Inoltre Neal confessa a Mozzie che intende realmente cambiare perché il prezzo della libertà vale molto di più di qualsiasi truffa. Ma il giorno dopo i procuratori di Washington ritrattano la libertà di Neal perché lo considerano un elemento importante per l'FBI. A quel punto Peter rinuncia di dirigere la White Collar di Washington, ma lascia partire Elizabeth perché non vuole che rinunci all'importante posto di lavoro che ha trovato. Neal si accorge di essere pedinato e viene rapito.
- Ascolti USA: telespettatori 2 990 000[18]